# Bernhard Romberg (Organist)
Carl Julius Hermann Bernhard Romberg (* 19. Mai 1863 in Kalkhorst; † 8. Oktober 1913 in  Rostock) war ein deutscher Organist, Chorleiter und Komponist und großherzoglich mecklenburgischer Hofmusikdirektor.

## Leben
Bernhard Romberg entstammte einer mecklenburgischen Pastorendynastie, die weitläufig mit der Musikerfamilie Romberg verwandt war. Er war ein Sohn des Pastors und Präpositus Hermann Romberg (1821–1887) in Kalkhorst und dessen Ehefrau Bertha Clara Therese, geb. Fischer. Seine Brüder Martin (* 5. April 1857 in Perlin; † 1943), Karl August (* 6. Dezember 1868) und Friedrich Franz (* 22. Januar 1870; † nach 1949) wurden ebenfalls Pastoren. Carl Heinrich Romberg war sein Onkel.
Romberg besuchte von 1875 bis zum Abitur 1881 das Gymnasium Fridericianum Schwerin und studierte von 1881 bis 1883 Musik am Konservatorium Leipzig, der heutigen Hochschule für Musik und Theater „Felix Mendelssohn Bartholdy“ Leipzig. Seine Schwerpunktfächer waren Orgel, Klavier und Musiktheorie bei Robert Papperitz, Johannes Weidenbach und Oscar Paul.
1883 erhielt er die Stelle eines Organisten an der Schlosskirche Schwerin. 1892 wurde er zum Hoforganisten ernannt. Im Jahr darauf wurde er als Nachfolger von Otto Kade mit der Leitung des Großherzoglichen Schloßkirchenchores betraut mit gleichzeitiger Ernennung zum Hofmusikdirektor. 
Neben seinem Hauptamt wirkte er als Gesanglehrer am Großherzoglichen Realgymnasium seit 1893. Im selben Jahr gründete er den unter dem Protektorat der (ab 1896) Großherzogin von Oldenburg, Elisabeth Alexandrine Mathilde, Herzogin zu Mecklenburg(-Schwerin), stehenden Verein für Kirchenmusik, der jährlich im Sommerhalbjahr vier freie Kirchenkonzerte veranstaltete.
Er wirkte darauf hin, dem a-cappella-Chor im Gottesdienst wieder mehr Geltung zu verschaffen, und veröffentlichte dazu 1903 im Mecklenburgischen Kirchen- und Zeitblatt einen Aufsatz. 
Als Gesang- und Klavierlehrer entwickelte er in der Residenzstadt Schwerin eine rege Tätigkeit. Zu seinen Schülern gehörten auch Angehörige des Fürstenhauses wie Großherzogin Elisabeth von Oldenburg, die spätere Königin von Dänemark Alexandrine zu Mecklenburg und Kronprinzessin Cecilie zu Mecklenburg.
Romberg starb im Alter von 50 Jahren in Rostock an den Folgen einer Operation und wurde in Schwerin begraben. Zu seinem Nachfolger in Schwerin wurde Adolf Emge ernannt.
Seit dem 21. März 1890 war er verheiratet mit Catharina Johanna Caroline (Käte), geb. Hauswedell (* 30. August 1866 in Brüel), einer Tochter des Kaufmanns und Senators in Brüel Julius Paul Theodor Hauswedell.

## Auszeichnungen
- Hausorden der Wendischen Krone, Verdienstkreuz in Gold[1]
- Gedächtnismedaille Großherzog Friedrich Franz III.
- Oldenburgischer Haus- und Verdienstorden des Herzogs Peter Friedrich Ludwig, Ehrenkreuz (mit der Krone)
- Dannebrogorden, Ritter (1912)[2]

## Werke
- Sei mir tausendmal gegrüßet. Passionslied für gemischten Chor a capella. In: Musikalische Renaissance, Heft 2. Breitkopf & Härtel.
- Schaffe in mir, Gott. Motette. In: Monatsschrift für Gottesdienst und Kirchliche Kunst, 9 (1904) S. 176–178.
- 25 neu aufgenommene Choralmelodien und 34 geistliche Lieder zu dem umgearbeiteten Mecklenburgischen Gesangbuch: eine Ergänzung zu Kade’s Mecklenburgischem Choralbuch und Wöhler’s Mecklenburgischem Choralbuch; vierstimmig gesetzt. Hinstorff, Wismar 1906.